# Soul Assassins
Soul Assassins est un collectif de musiciens, producteurs et graphistes de hip-hop américain.

## Membres
Groupes
- Cypress Hill
- House of Pain
- Funkdoobiest
- Self Scientific
- La Coka Nostra
- Psycho Realm
- The Whooliganz
- Goodie Mob
- Dilated Peoples
- The Transplants
- Expensive Taste
- Swollen Members

Rappeurs
- DJ Muggs
- B-Real
- Sen Dog
- Everlast
- Son Doobie
- Skinhead Rob
- GZA
- Evidence
- Planet Asia
- Krondon
- Xzibit
- Kurupt
- Young De
- Ill Bill
- Mad Child

Producteurs
- DJ Muggs
- DJ Lethal
- The Alchemist
- Fredwreck
- DJ Khalil
- DJ Solo
- Scoop DeVille

Graphistes
- Mister Cartoon
- Estevan Oriol

## Discographie

### Albums studio
- 1997 :  Soul Assassins Chapter I (Columbia)
- 2000 : Soul Assassins Chapter II (RuffLife/Intonation)
- 2009 : Soul Assassins Intermission

### Single
- 1997 : B-Real et Dr. Dre : Puppet Master
- 2000 : GZA : When the Fat Lady Sings
- 2009 : Sick Jacken et Evidence : Classical
- 2009 : Bun B et M-1 : Gangsta Shit
- 2009 : Young De, Xzibit et Mykestro : Figure It Out
- 2009 : Cynic : World We're In